# Beneyam Belye
Beneyam Belye Demte (* 18. Juli 1998 in Dire Dawa) ist ein äthiopischer Fußballspieler.

## Karriere

### Verein
Belye begann seine Karriere bei CBE SA Addis Abeba. Ab Juni 2017 absolvierte er ein Probetraining in Deutschland beim Zweitligisten Dynamo Dresden. Mitte Juli 2017 wurde bekannt, dass Belye keinen Vertrag erhält. Daraufhin trainierte er beim Ligakonkurrenten FC Erzgebirge Aue. Zudem wurde er vom österreichischen Bundesligisten FC Red Bull Salzburg zum Probetraining eingeladen. Von beiden wurde er aber nicht verpflichtet.
Im August 2017 wechselte Belye schließlich nach Albanien zum KF Skënderbeu Korça. Dort gewann er in seiner ersten Saison sofort das Double aus Meisterschaft und Pokal. Dann wechselte er 2019 weiter zum schwedischen Zweitligisten Syrianska FC. Seit Anfang 2020 steht er nun beim Umeå FC unter Vertrag.

### Nationalmannschaft
Belye debütierte im September 2015 für die äthiopische Nationalmannschaft, als er im Testspiel gegen Botswana eingewechselt wurde.

## Trivia
Belyes Name wurde zunächst falsch nach Deutschland übermittelt. Daher wurde Beneyam Belye zunächst Binyam Belay genannt.